# Steve Stricker

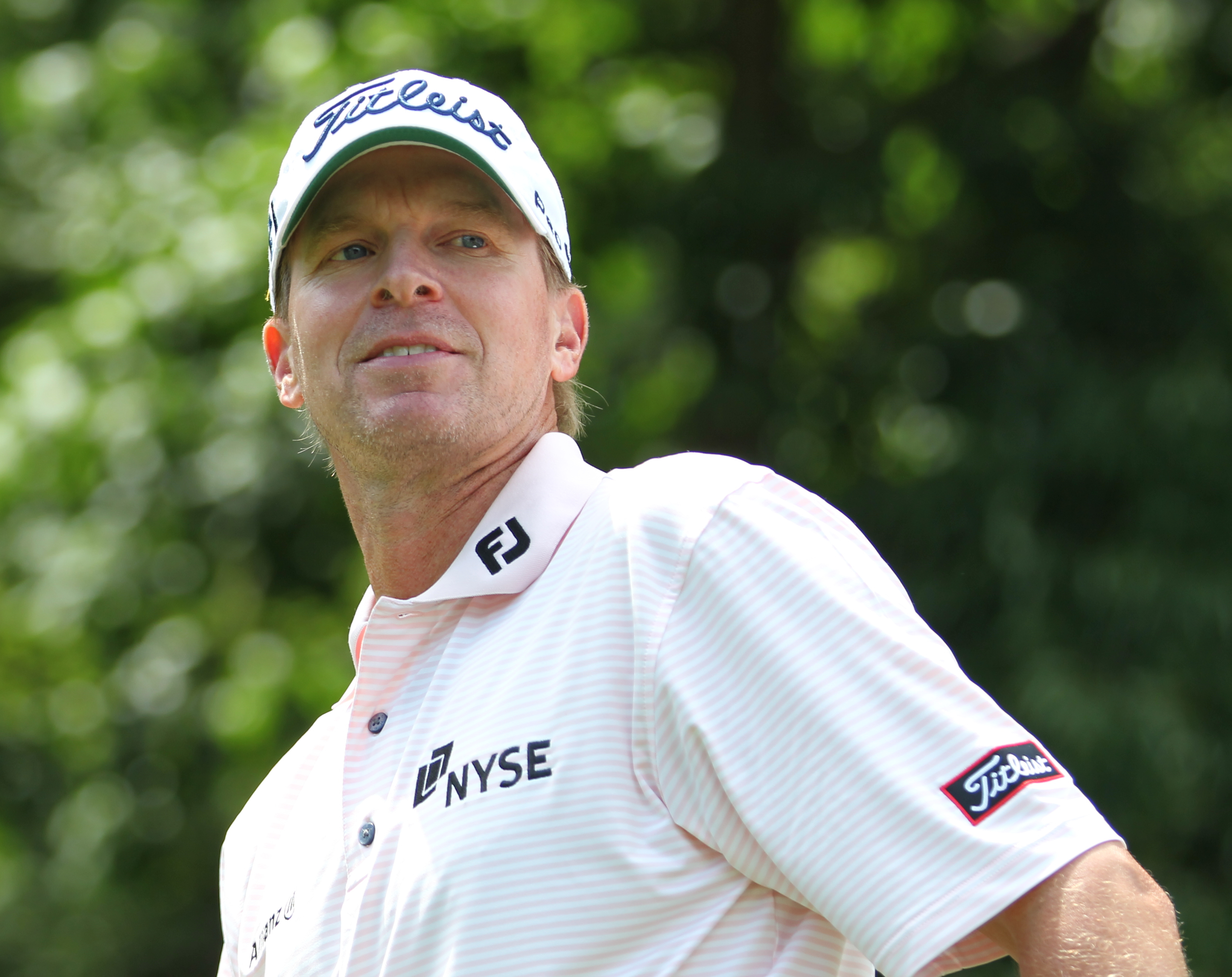
Steve Stricker en el Abierto de los Estados Unidos de 2011

Steven Charles Stricker, más conocido como Steve Stricker (Edgerton, Wisconsin; 23 de febrero de 1967), es un golfista estadounidense que se ha destacado a nivel profesional. En distintos períodos a partir de 2007, ha aparecido durante 12 semanas en el segundo lugar de la clasificación mundial, 144 semanas entre los cinco primeros y 253 semanas entre los diez primeros.
Compitió en la selección de la Universidad de Illinois en Urbana-Champaign, con la que resultó All-American en 1988 y 1989. Se graduó en 1990 y se convirtió en profesional ese mismo año. Este golfista comenzó a competir en el PGA Tour en 1994.
Resultó segundo en la tabla de ganancias del PGA Tour de 2009, cuarto en 1996 y 2007, quinto en 2010, séptimo en 2013 y octavo en 2011. Ha obtenido 12 victorias en el circuito estadounidense, destacándose el WGC Match Play de 2001, el Barclays de 2007 y el Campeonato Deutsche Bank de 2009. Asimismo, ha resultado segundo en el WGC-Bridgestone Invitational de 2012, el WGC-Campeonato Cadillac de 2013 y el Campeonato Deutsche Bank de 2013, además de acumular 103 top 10 a septiembre de 2014.
Sin embargo, nunca ha ganado en los majors. Sus mejores resultados han sido segundo en el Campeonato de la PGAde  1998, quinto en el Abierto de los Estados Unidos de 1998 y 1999, sexto en el Masters de Augusta de 2009 y séptimo en el Abierto Británico de 2008, logrando en total 12 top 10.
También ha competido con la selección estadounidense de golf en distintos campeonatos: la Copa Ryder de 2008, 2010 y 2012, la Copa de Presidentes de 1996, 2007, 2009 y 2011, y la Copa Alfred Dunhill de 1996.